# Anatemnus subindicus
Espèce
Synonymes
- Chelifer subindicus Ellingsen, 1910

Anatemnus subindicus est une espèce de pseudoscorpions de la famille des Atemnidae.

## Distribution
Cette espèce est endémique de Madagascar.

## Description
La femelle holotype mesure 4,58 mm.

## Publication originale
- Ellingsen, 1910 : Die Pseudoskorpione des Berliner Museums. Mitteilung aus dem Zoologischen Museum in Berlin, vol. 4, p. 357-423 (texte intégral).